# Amal El Alami
Pour les articles homonymes, voir Alami.
Amal El Alami (arabe أمل العلمي ; né le 9 juillet 1950) est un médecin, neurochirurgien et écrivain marocain. Il est né à Casablanca, dans le quartier Habous, dans une famille nationaliste liée au parti Istiqlal.

## Biographie

### Origines familiales
Amal el Alami est issu d'une célèbre famille de Fès, les Idrisides de la branche Al Alami. Il est le fils du poète, linguiste et nationaliste Idriss ibn al-Hassan al-Alami (1925-2007). Il est le descendant du médecin et astronome Abdeslam ben Mohammed al-Alami [ar] (1830-1904).

### Formation et carrière
Amal el Alami obtient son baccalauréat en sciences expérimentales (Lycée Moulay Abdallah Casablanca) - juin 1969 et son Cycle d'études à la faculté de médecine et de pharmacie du CHU Ibn Sina de Rabat entre 1969-1977.
Il poursuit en interne au CHU Ibn Rochd de Casablanca sur concours (24 janvier 1977) : en chirurgie générale puis en pneumologie (1977-1979)
Le 17 mars 1979, il soutient sa thèse de doctorat en médecine sanctionnée par le diplôme de docteur en médecine, à l'université Mohammed V de Souissi à Rabat où il occupe le poste d'assistant en ORL (hôpital 20 août), en suite Assistant (19 mars 1979) : en ORL puis en Neurochirurgie (1979-1981). 
Il devient maître de conférences en neurochirurgie le 29 juin 1981 (1982-1990) et de Résident étranger de l'Assistance publique - Hôpitaux de Paris, dans le service de Neurochirurgie de l'hôpital Henri Mondor dirigé par le professeur JP Caron (1982-1983).
Il a enseigné dans différents centres hospitaliers universitaires marocains : de Casablanca, de Rabat, et de Fès. Il a participé à de nombreuses conférences et séminaires scientifiques au Maroc et à l'étranger.
Le 23 avril 1990, il démissionne au CHU et en exercice professionnel au cabinet privé à Fès à ce jour. Il a traduit de nombreux textes médicaux de l'anglais en français et en arabe.

### Certificats et diplômes
- Diplôme universitaire de microchirurgie[5]
- UD de biochimie du système nerveux normal et pathologique[6]
- CES de neuroanatomie[7]
- CES de neurophysiologie clinique de l'enfant[8]
- Certificat de scanner la tête[9]
- Certificat de radioprotection[10]

## Travaux
- L'Islam et la culture médicale - Imprimerie Moderne Casablanca (en français), deuxième édition 1983.
- L'euthanasie (en arabe) 1999 - Imprimerie Infoprint Fès  (ISBN 9954-0-1372-5)
- Vers une médecine islamique (en arabe) - 1999 - Impression Annajah al Jadida Casablanca (Dépôt légal n° 1999/1441)
- Témoignages d'un opéré à cœur ouvert (en français), 2012 (sous presse)
- Dictionnaire encyclopédique de neurochirurgie (en français)
- Le miracle du cerveau (de la neurobiologie à la religion) (en arabe)
- Abdeslam Al Alami (premier médecin marocain 1836-1904) : sa vie et ses œuvres (en arabe)
- Le poète et linguiste Idriss Bin Al Hassan Al Alami (1925-2007) (en arabe)

## Inventions
- Cadre de biopsie spinale en condition stéréotaxique[11]
- Cadre goniométrique de traction et de réduction dans le cou de la colonne vertébrale